# Cerfeuil commun
Anthriscus cerefolium
«  Cerfeuil » redirige ici. Pour les autres significations, voir Cerfeuil (homonymie).
Espèce
Le Cerfeuil commun (Anthriscus cerefolium) est une espèce de plantes à fleurs de la famille des Apiacées (ombellifères). C'est une plante herbacée probablement originaire de Russie, cultivée comme plante condimentaire pour ses feuilles au goût légèrement anisé.
Nom commun : cerfeuil cultivé, cerfeuil des jardins, herbe aiguillée.
Il ne faut pas confondre cette espèce avec la plante appelée Cerfeuil anisé, Cerfeuil d'Espagne ou Cerfeuil musqué (Myrrhis odorata).
Il ne faut pas non plus la confondre avec le cerfeuil tubéreux (Chaerophyllum bulbosum), cultivé pour ses racines mais dont les feuilles sont toxiques.

## Étymologie
L'étymologie est discutée (grammatici certant) : cerfeuil vient du grec chairophyllon, qui dérive soit de chairô, « se réjouir », soit de cheir, « main », et de phyllon, « feuille ». Le nom scientifique anthriscum  désignait le cerfeuil sauvage.

## Composition nutritionnelle

### Apport énergétique et composition générale
L'apport énergétique pour 100 g de cerfeuil frais est en moyenne de  38 kcal (soit 159 kJ). Du fait de sa forte proportion en eau (près de 90 %), l'apport énergétique de cet aliment est très faible.
La composition nutritionnelle générale moyenne pour 100 g de cerfeuil frais est détaillée dans le tableau ci-dessous :
| Composant                | Masse  |
| ------------------------ | ------ |
| Eau                      | 89,2 g |
| Protides                 | 3,2 g  |
| Lipides                  | 0,6 g  |
| dont acides gras saturés | 0,2 g  |
| Glucides                 | 3,6 g  |
| dont sucres              | 0,6 g  |
| Fibres                   | 2,6 g  |

### Minéraux, oligo-éléments et vitamines
La composition nutritionnelle moyenne en sels minéraux, en oligo-éléments et en vitamines pour 100 g de cerfeuil frais est détaillée dans les tableaux ci-dessous :
| Sels Minéraux | Masse  |
| ------------- | ------ |
| Potassium     | 597 mg |
| Calcium       | 273 mg |
| Phosphore     | 41 mg  |
| Magnésium     | 34 mg  |
| Sodium        | 10 mg  |

| Oligo-éléments | Masse    |
| -------------- | -------- |
| Manganèse      | 1 700 µg |
| Fer            | 1 600 µg |
| Zinc           | 1 100 µg |
| Cuivre         | 73 µg    |
| Iode           | 2,8 µg   |
| Sélénium       | 0,1 µg   |

| Vitamines   | Masse   |
| ----------- | ------- |
| Vitamine C  | 37 mg   |
| Vitamine E  | 2,9 mg  |
| Vitamine B3 | 1,5 mg  |
| Vitamine B2 | 0,34 mg |
| Vitamine B5 | 0,30 mg |
| Vitamine B9 | 0,22 mg |
| Vitamine B1 | 0,13 mg |
| Vitamine B6 | 0,03 mg |

Le cerfeuil est très riche en manganèse et riche en calcium et en potassium (100 g de cerfeuil frais apportent respectivement 85 %, 34 % et 30 % des AJR). Il est également source de fer et de zinc (11 % des AJR pour chacun de ces deux oligo-éléments) pouvant ainsi contribuer à prévenir l’anémie.
Le cerfeuil est riche en vitamines. Très riche en vitamine B9 (acide folique) et riche en vitamine C (100 g de cerfeuil frais apportent respectivement 110 % et 46 % des AJR) permettant ainsi de prévenir les carences correspondantes. Le cerfeuil est également source de vitamines B1, B2 et E (respectivement 12 %, 24 % et 24 % des AJR). Les autres vitamines du groupe B sont aussi présentes (bien que faiblement) à l’exception de la vitamine B12, celle-ci étant absente du règne végétal provenant alors exclusivement des aliments d'origine animale (et produite exclusivement par des micro-organismes).
Le cerfeuil contient un phénylpropanoïde, l'estragol, et de l'apioside qui est un  glucoside (ou hétéroside) flavonique. Ses composés se retrouvent aussi dans l'estragon et le persil.

## Caractéristiques botaniques

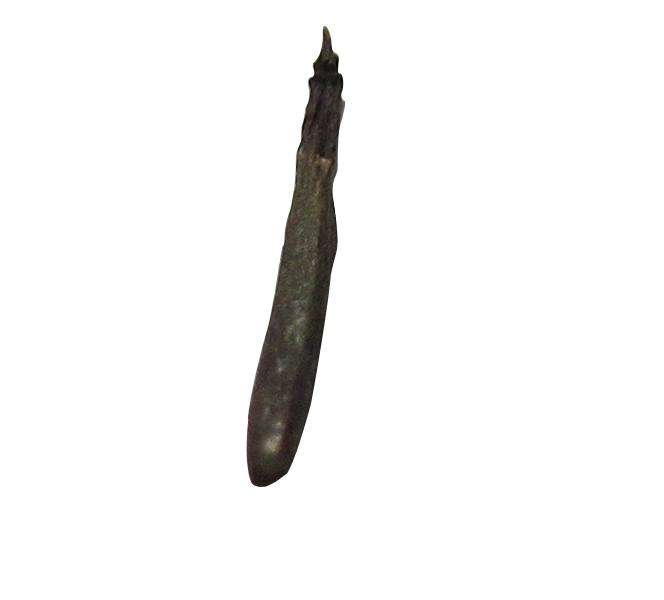
Graine de cerfeuil.

Plante herbacée bisannuelle, cultivée comme annuelle, de 30 à 60 cm de haut.
Feuilles à long pétiole, très tendres et finement divisées.
Inflorescence en ombelles de fleurs blanches.
Cette plante qui ressemble au persil, présente un risque de confusion avec la petite ciguë, (Aethusa cynapium), plante toxique, qui n'a cependant pas la même odeur agréable.

## Culture
Préfère un sol léger et frais, bien ameubli.
Multiplication par semis échelonnés depuis février jusqu'au début du mois de septembre.
La récolte peut commencer environ six semaines après le semis. les feuilles de la base sont cueillies au fur et à mesure des besoins, et peut continuer jusqu'à la période de montaison.
Plante peu sensible aux maladies et parasites.

## Utilisation
Le cerfeuil a des usages culinaire et thérapeutique.

### Usage culinaire
Le cerfeuil se commercialise sous forme fraîche, séchée ou déshydratée. Les feuilles fraîches, ciselées sont employées pour aromatiser diverses préparations culinaires : sauces, potages, crudités, salades, omelettes, grillades… Il fait partie des fines herbes.
Pour les plats cuisinés, il s'ajoute au dernier moment, en fin de cuisson.

#### Conservation
Pour conserver la saveur de manière optimale, il est préférable de le surgeler plutôt que de le déshydrater.

### Usage thérapeutique

#### Usage externe
Le masque au cerfeuil purifie et adoucit la peau. Un cataplasme appliqué sur les paupières fermées rafraîchit les yeux fatigués.
Le suc frais serait utilisé avec du souci , pour traiter les ulcères.
Les sommités fleuries et semences en décoction peuvent être utilisées en bains de siège pour les hémorroïdes, en cataplasme tiède pour les douleurs rhumatismales.

#### Usage en décoction
Propriétés : diurétique, dépuratif.

## Divers
Dans le calendrier républicain français, le 19e jour du mois de ventôse, est officiellement dénommé « jour du Cerfeuil ».
Le cerfeuil fait partie des plantes dont la culture est recommandée dans les domaines royaux par Charlemagne dans le capitulaire De Villis (fin du VIIIe ou début du IXe siècle).